# ストロンコーネ
ストロンコーネ（伊: Stroncone）は、イタリア共和国ウンブリア州テルニ県にある、人口約4,600人の基礎自治体（コムーネ）。

## 地理

### 位置・広がり

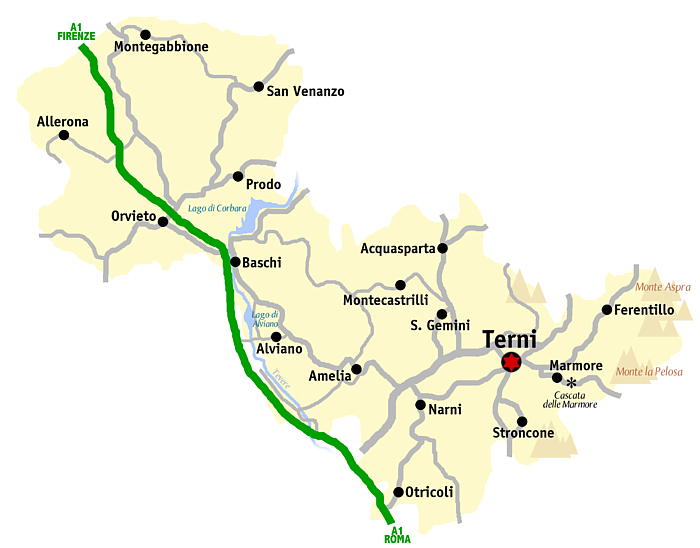
テルニ県概略図

テルニ県南東部のコムーネ。

#### 隣接コムーネ
隣接するコムーネは以下の通り。括弧内のRIはリエーティ県所属を示す。
- カルヴィ・デッルンブリア
- コンフィーニ (RI)
- コッタネッロ (RI)
- グレッチョ (RI)
- ナルニ
- オトリーコリ
- リエーティ (RI)
- テルニ

### 気候分類・地震分類
ストロンコーネにおけるイタリアの気候分類 (it) および度日は、zona E, 2186 GGである。
また、イタリアの地震リスク階級 (it) では、zona 2 (sismicità media) に分類される。

## 行政

### 分離集落
ストロンコーネには以下の分離集落（フラツィオーネ）がある。
- Aguzzo, Coppe, Finocchieto, I Prati, Vasciano

## 文化・観光
- 「イタリアの最も美しい村」クラブ加盟コムーネである。

- サンタ・ルチア・ストロンコーネ天文台（英語版）があり、55個の小惑星を発見している[7] ほか小惑星 (5609) ストロンコーネ（英語版）はこの町の名前にちなんでいる[8]。